# Arbeidsbureau van de Heilige Stoel
Het Arbeidsbureau van de Heilige Stoel (Italiaans: Ufficio del Lavoro della Sede Apostolica, ULSA) is een instelling van de Romeinse Curie, belast met de arbeidsverhoudingen binnen diezelfde Curie. Alles wat met arbeidsvoorwaarden van de medewerkers van de Curie en de bijzondere instellingen van de Curie te maken heeft valt onder het mandaat van het Bureau. Het Bureau werd opgericht met motu proprio Nel primo anniversario van paus Johannes Paulus II uit 1989. De verdere inrichting van het Bureau werd geregeld in het motu proprio La sollecitudine uit 1994. Met het motu proprio Venti Anni Orsono heeft paus Benedictus XVI de nieuwe statuten van het arbeidsbureau vastgesteld.

## Lijst van presidenten van het Arbeidsbureau van de Heilige Stoel
| Periode    | Naam                 | Opmerkingen |
| ---------- | -------------------- | ----------- |
| 1989-2004  | Jan Schotte          |             |
| 2004-2009  | Francesco Marchisano |             |
| 2009-2019  | Giorgio Corbellini   |             |
| 2020-2022  | Alejandro W. Bunge   |             |
| 2022-heden | Giuseppe Sciacca     |             |